# Nannodioctria albicornis
Nannodioctria albicornis là một loài ruồi trong họ Asilidae. Nannodioctria albicornis được Wilcox & Martin miêu tả năm 1941.